# Burchard Mauchart
Burchard David Mauchart (19 de abril de 1696 – 11 de abril de 1751) fue un profesor de Anatomía y Cirugía en la Universidad de Tubinga, Alemania, y un pionero en el campo de oftalmología. Su supervisor de tesis fue el Dr. Elias Rudolph Camerarius, Jr. 
En 1748 se convirtió en uno de los primeros en documentar el trastorno ocular conocido ahora como queratocono. Sus trabajos se encuentran ahora en la forma de tesis por sus estudiantes.
Obtuvo su licencia de Medicina en 1722 en la Universidad de Tubinga. Mauchart también estudió dos años en París (entre 1718 y 1720) con el oculista John Thomas Woolhouse.